# Mohor Mihály
Mohor Mihály (angolul: Michael Mohor) (?? – New York?, ?) magyar és amerikai szabadságharcos, polgári foglalkozása: szíjgyártó mester.

## Élete
Az 1848–49-es forradalom és szabadságharc idején szíjgyártó mester Pesten, majd ugyanitt 1849 őszétől munkavezető az Országos Tüzér Főhadszer Hivatalnál, 1849-től Nagyváradon. Ugyanitt 1849. március 20-tól főhadnagy, majd százados. A szabadságharc bukása után emigrált, Amerikába került, New York-ban ő is aláírta azt a petíciót, amely elítélte Szedlák Mátyás Kossuth Lajos ellenes kirohanásait. 1852 márciustól 1853 májusig a weawertoni magyar szíjgyártó- és lőporüzemben dolgozott, hadfölszerelési cikkeket tervezett. A gyár bezárása után jól menő szíjgyártó üzemet működtetett New York New Orange városrészben. Az amerikai polgárháborúban századosi beosztásban teljesített szolgálatot az északiak oldalán. A polgárháború befejezése után visszatért a szíjgyártó mesterséghez. A hazatért emigránsok közül Dancs Lajossal levelezett.